# 平腦症
平腦症（英語：lissencephaly） 是一种先天性的脑部缺陷病。为希腊文"lissos"（平滑的）和"encephalos"（大腦）的结合。
在正常人的大腦中，皮質會有腦廻，其為膨隆而彎曲的摺疊面。而平腦症的腦部並不會出現腦廻或很少量的腦迴，而造成在外觀上產生平滑的腦部。
平腦症的幼童通常無法存活超過2歲。部分幼童存活下來，但腦的發展只有3至5個月大的程度。平腦症可能是由第17號染色體上的LIS1基因缺失所造成，平均每一百萬個新生兒中有12人會罹患平腦症。